# Macrolenes dentipes
Macrolenes dentipes es una especie de insecto coleóptero de la familia Chrysomelidae.
Fue descrita científicamente en 1808 por G.A. Olivier.